# Luciano Mondolfo
Luciano Mondolfo, nome completo Luciano Hayon Mondolfo (Firenze, 5 ottobre 1910 – Roma, 30 aprile 1978), è stato un attore e regista italiano.

## Biografia
Terzogenito di Giuseppe Hayon Mondolfo (di famiglia ebraica originaria di Alessandria d'Egitto) e della fiorentina Matilde Aruch, fratello minore di Adriana (che sposerà Guido Castelnuovo-Tedesco, fratello del famoso compositore Mario Castelnuovo-Tedesco) e Mario negli anni '30 è allievo dell'Accademia nazionale d'arte drammatica Silvio D'Amico e dal dopoguerra è attore teatrale nella compagnia di Luchino Visconti (Rosalinda o come vi piace di William Shakespeare nel 1948, Morte di un commesso viaggiatore di Arthur Miller del 1949) e cinematografico con Alessandro Blasetti e Giorgio Bianchi.
Nel 1951 si trasferisce in Brasile e rientra in Italia nel 1956, lavorando per la televisione all'adattamento e dialoghi italiani di commedie teatrali di Tristan Bernard (Allora vado, Mangiate a sbafo, Il pittore esigente e Abbracciamoci follemente) e Georges Courteline (Quel buon diavolo del commissario) trasmesse dalla Rai tra il 1º gennaio e il 26 febbraio 1957, dirette da Antonello Falqui e interpretate, tra gli altri, da Alberto Bonucci, Monica Vitti e Gianrico Tedeschi. Per il teatro, dirige nel 1956 Sei storie da ridere, brevi pieces teatrali di Georges Feydeau, Roussin e Eugène Ionesco, quindi nel 1958 I capricci di Marianna di Alfred De Musset, sempre con la Vitti protagonista. Negli anni '60 lavora come regista teatrale e radiofonico e appare in altri tre film di Vittorio Sala, Festa Campanile e Brusati.
Muore a Roma nel 1978, all'età di 67 anni. Un anno dopo la morte, l'attore e regista Gianni Pulone donò il suo archivio personale di copioni e sceneggiature alla Biblioteca e museo teatrale del Burcardo. È sepolto nel cimitero di Gallicano nel Lazio.

## Filmografia
- Non mi sposo più, regia di Giuseppe Amato e Erich Engel (1942)
- Un giorno nella vita, regia di Alessandro Blasetti (1946)
- Il mondo vuole così, regia di Giorgio Bianchi (1946)
- Prima comunione, regia di Alessandro Blasetti (1950)
- Costa Azzurra, regia di Vittorio Sala (1959)
- Una vergine per il principe, regia di Pasquale Festa Campanile (1965)
- Tenderly, regia di Franco Brusati (1968)

## Teatro

### Attore
- Rosalinda o come vi piace di William Shakespeare, regia di Luchino Visconti, prima al Teatro Eliseo di Roma il 20 novembre 1948.
- Morte di un commesso viaggiatore di Arthur Miller, regia di Luchino Visconti, prima al Teatro Eliseo di Roma il 21 gennaio 1949.
- I capricci di Marianna di Alfred De Musset, regia di Alessandro Brissoni, prima a Capri, Terrazza di Augusto, 18 agosto 1949.

### Regista
- Castello in Svezia di Françoise Sagan (1961-62)
- L'alba, il giorno, la notte di Dario Niccodemi, prima ripresa teatrale del 1966, trasmessa in televisione il 6 gennaio 1968 con la regia televisiva di Lino Procacci.

## Radio

### Attore
- Edipo re di Sofocle, regia di Orazio Costa, trasmessa il 2 febbraio 1950.
- L'alba dell'ultima sera di Riccardo Bacchelli, regia di Alessandro Brissoni, trasmessa il 19 ottobre 1951.

### Regista
- Il caso Papaleo di Ennio Flaiano, regia di Luciano Mondolfo, trasmessa lunedì 18 febbraio 1963.
- Breve incontro di Noël Coward, regia di Luciano Mondolfo, trasmessa il 6 luglio 1963.